# Daens (film)
Daens is een Belgische dramafilm uit 1992 onder regie van Stijn Coninx.
Daens is gebaseerd op het boek Pieter Daens van Louis Paul Boon, en gaat over priester Adolf Daens en de sociale strijd tegen Charles Woeste in Aalst aan het eind van de 19e eeuw (1888).

## Verhaal
In 1890 werkte de bevolking van Aalst onder erbarmelijke omstandigheden in de textielfabrieken, misbruikt en uitgebuit door de rijke fabrieksdirecteuren omwille van winst. Mannen werden ontslagen omdat vrouwen goedkoper werkten. Kinderen werkten dag en nacht en raakten zo vermoeid dat ze vaak in slaap vielen en onder de machines werden vermorzeld. Dat is de situatie die pastoor Adolf Daens (Decleir), na een conflict met bisschop Stillemans (Schoenaerts), aantreft bij de terugkeer in zijn geboortestad Aalst. Hij neemt zijn intrek bij zijn broer Pieter (Meuwissen), uitgever van Het Land Van Aelst. Fabrieksdirecteur Borremans (Stéphane) ontslaat de helft van zijn arbeiders, een aanpak die gesteund wordt door Charles Woeste (Desarthe), voorzitter van de Katholieke Partij. De ontslagen komen echter hard aan. Daens verzet zich tegen de wantoestanden. Eerst vanaf de kansel, later ook in de Volksvertegenwoordiging, waarin hij na een verwoede strijd wordt verkozen. Daens klaagt de wantoestanden in de fabrieken aan in een artikel in Het Land Van Aelst.
Hij krijgt daarbij de steun van Nette (De Boeck), pas 17, een katholiek meisje dat voor het hele gezin het geld moet verdienen. Hij krijgt ook steun van de liberalen en de socialisten. Een van die socialisten is Jan de Meeter (Pas). Met de toenemende twijfel van Daens groeit de bijna onmogelijke liefde tussen Nette en Jan. Omdat Daens de kant van de armen kiest, komt hij in conflict met de rijke fabrieksdirecteuren en de Katholieke Kerk. De Kerk ziet met lede ogen toe hoe Daens het symbool wordt in de meedogenloze vrijheidsstrijd die de arbeiders voeren. Woeste doet er alles aan om Daens ten val te brengen en zorgt er via een web van intriges zelfs voor dat Daens uiteindelijk bij het Vaticaan op het matje wordt geroepen. Daens staat voor de keuze: óf aftreden als Volksvertegenwoordiger, óf ontheffing uit het priesterambt...

## Rolverdeling
| Acteur               | Personage                  |
| -------------------- | -------------------------- |
| Jan Decleir          | Adolf Daens                |
| Gérard Desarthe      | Charles Woeste             |
| Antje De Boeck       | Nette Scholliers           |
| Michael Pas          | Jan de Meeter              |
| Karel Baetens        | Jefke                      |
| Julien Schoenaerts   | Bisschop Stillemans        |
| Wim Meuwissen        | Pieter Daens               |
| Brit Alen            | Louise Daens               |
| Johan Leysen         | Fabriekopzichter Schmitt   |
| Idwig Stéphane       | Eugène Borremans           |
| Linda van Dyck       | Elizabeth Borremans        |
| Jappe Claes          | Pastoor Jan-Baptist Ponnet |
| Brenda Bertin        | Marie                      |
| Alex Wilequet        | Monseigneur Goossens       |
| Rik Hancké           | Nuntius                    |
| Fred Van Kuyk        | Burgemeester Van Wambeke   |
| Frank Vercruyssen    | Louis Scholliers           |
| Koen Van Impe        | Baron de Bethune           |
| Paul Wuyts           | Vader Scholliers           |
| Marilou Mermans      | Moeder Nora Scholliers     |
| Marc Peeters         | Vandermeersch              |
| Jan Steen (acteur)   | Fons                       |
| Ludo Busschots       | De Backer                  |
| Bert Cosemans        | Hector Plancquaert         |
| Herbert Flack        | Van Langenhove             |
| Peter Van Asbroeck   | Gust                       |
| Gert Portael         | Zulma                      |
| Stijn Meuris         | Pier                       |
| Luk D'Heu            | Dokter Claus               |
| Door Van Boeckel     | Achiel Eeman               |
| Els de Schepper      | Josée                      |
| Marc Van Eeghem      | Jules                      |
| Manu Verreth         | Koetsier                   |
| Günther Lesage       | Journalist                 |
| Max Croiset          | Vader abt                  |
| Vic Moeremans        | Abt                        |
| Arthur Semay         | Vader Nini                 |
| Myriam Bronzwaar     | Moeder Nini                |
| Matthias Schoenaerts | Wannes Scholliers          |

## Prijzen/nominaties
- (1993) genomineerd voor een Oscar voor de beste buitenlandse film
- (1992) Vijf Plateauprijzen op het Internationaal Filmfestival van Vlaanderen-Gent;
  - Beste Belgische film (Stijn Coninx)
  - Beste Belgische regisseur (Stijn Coninx)
  - Beste Belgische acteur (Jan Decleir)
  - Beste Belgische actrice (Antje De Boeck)
  - Box Office (Daens)
- (1992) één Golden Goblet (in Shanghai)
- (1992) twee OCIC-awards (Organisation Catholique Internationale du Cinéma et de l'Audiovisuel) op het filmfestival in Venetië;
- (1993) twee Fonskes (Vlaamse Oscar);
  - Beste regie - Stijn Coninx (Regie)
  - Dirk Impens (producent)

## Trivia
- Op 4 oktober 2008 ging de musical Daens van Studio 100 in wereldpremière in Antwerpen. Het script en de partituren werden herschreven in 2018 om met symfonische muziek en vanuit een nieuw perspectief deze musical te herspelen. Dirk Brossé was componist en dirigent voor de muziek. Frank Van Laecke is de regisseur van deze musical.
- De film was met 848.000 bezoekers in de filmzalen jarenlang de op twee na succesrijkste Belgische film maar werd op 25 december 2008 in deze rangschikking voorbij gestoken door Loft. Koko Flanel en Hector stonden in deze rangschikking op de eerste en tweede plaats, tot Loft ook Hector overtrof in aantal bioscoopbezoekers.
- In de film heeft het personage Nette (17 jaar) een relatie met Jan, die ongeveer dezelfde leeftijd heeft. In realiteit was actrice Antje De Boeck tijdens het filmen net geen 30 jaar. Michael Pas was ongeveer 27 jaar.